# Pio Fedi
Pour les articles homonymes, voir Fedi.

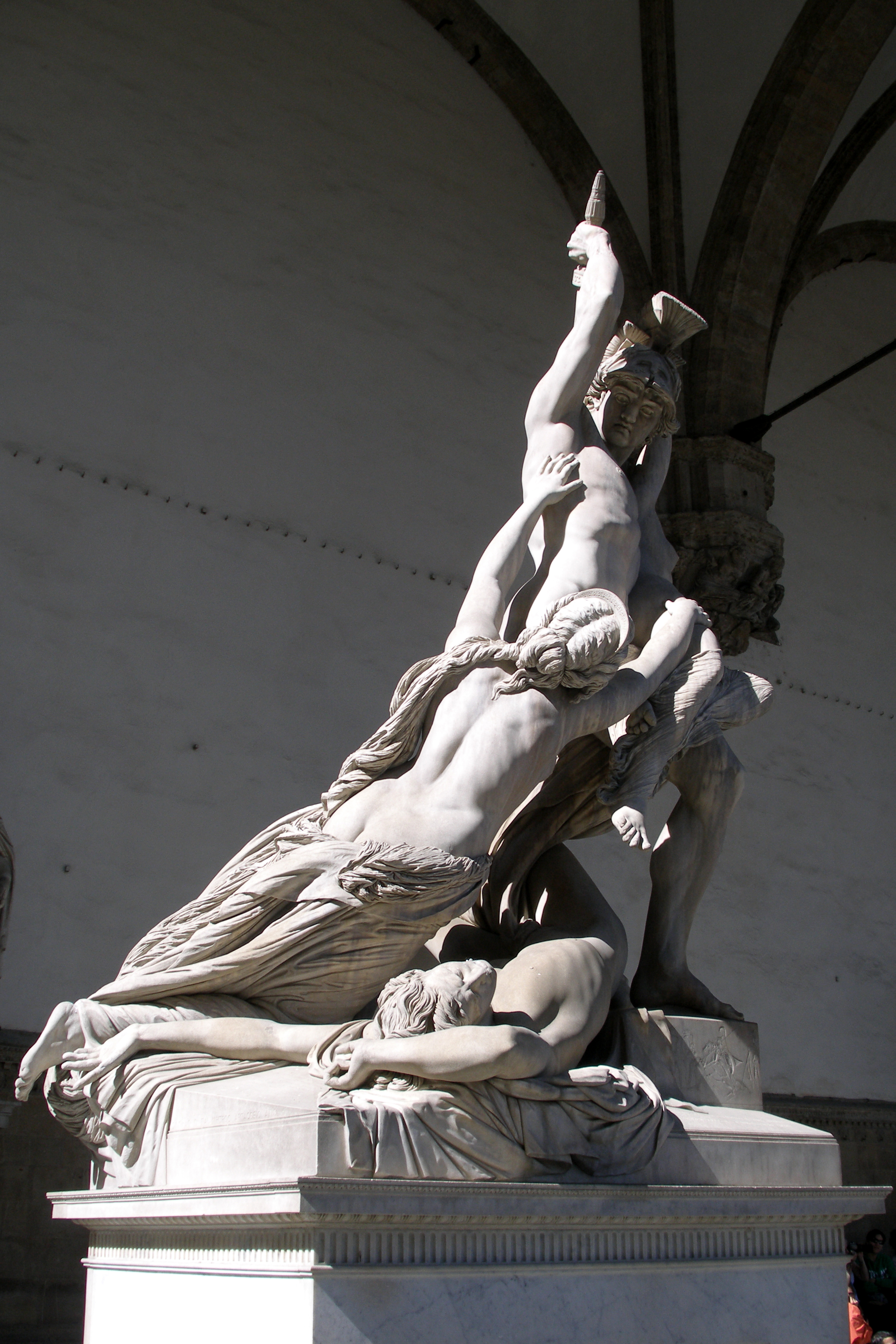
Le viol de Polyxène

Pio Fedi (Viterbe, 1816 - Florence, 1892) est un sculpteur italien.

## Biographie
Formé à l'Accademia di Belle Arti, Pio Fedi visite ensuite Vienne, pendant deux ans, de 1837 à 1838, ce qui enrichit ses projets futurs.
À Florence, où s'affrontent deux courants en sculpture, il suit d'abord la ligne « puriste » pour ensuite s'approcher  du « Réalisme idéal ».
Son atelier qui se trouvait dans une église désaffectée, via dei Serragli, est encore repérée aujourd'hui comme la Galerie Pio Fedi.

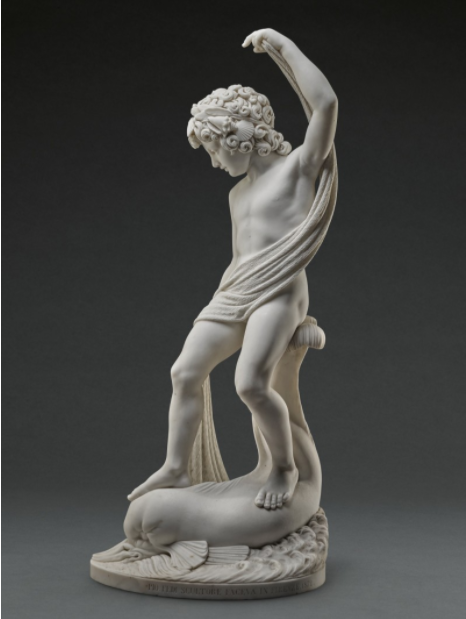
Il Genio della Pesca (Le génie de la Pêche), 1872, Mougins, © Musée d'art classique de Mougins

Il sculpte deux sculptures pour la galerie de portraits en pieds des grands hommes du Piazzale des Offices, Nicola Pisano (signée) et Andrea Cesalpino, mais son travail le plus connu est le Viol de Polyxène, unique sculpture moderne choisie pour figurer dans le Loggia dei Lanzi (1866).

## D'autres œuvres
- La statue en bronze du  monument au général Manfredo Fanti (1873) sur la  Place San Marco de Florence.
- Le monument funéraire à Giovanni Battista Niccolini, historien, poète tragique et patriote italien (1782-1861) : statue de La Liberté brisant ses chaînes, marbre (1863), dans la nef de Santa Croce.
- Sénèque indiquant le chemin au jeune Pietro Torrigiani, marbre.
- Saint Sébastien, Palais Pitti, Florence, marbre.
- Le Viol de Polyxène,  Loggia dei Lanzi (1866).